# Wiegeprobe

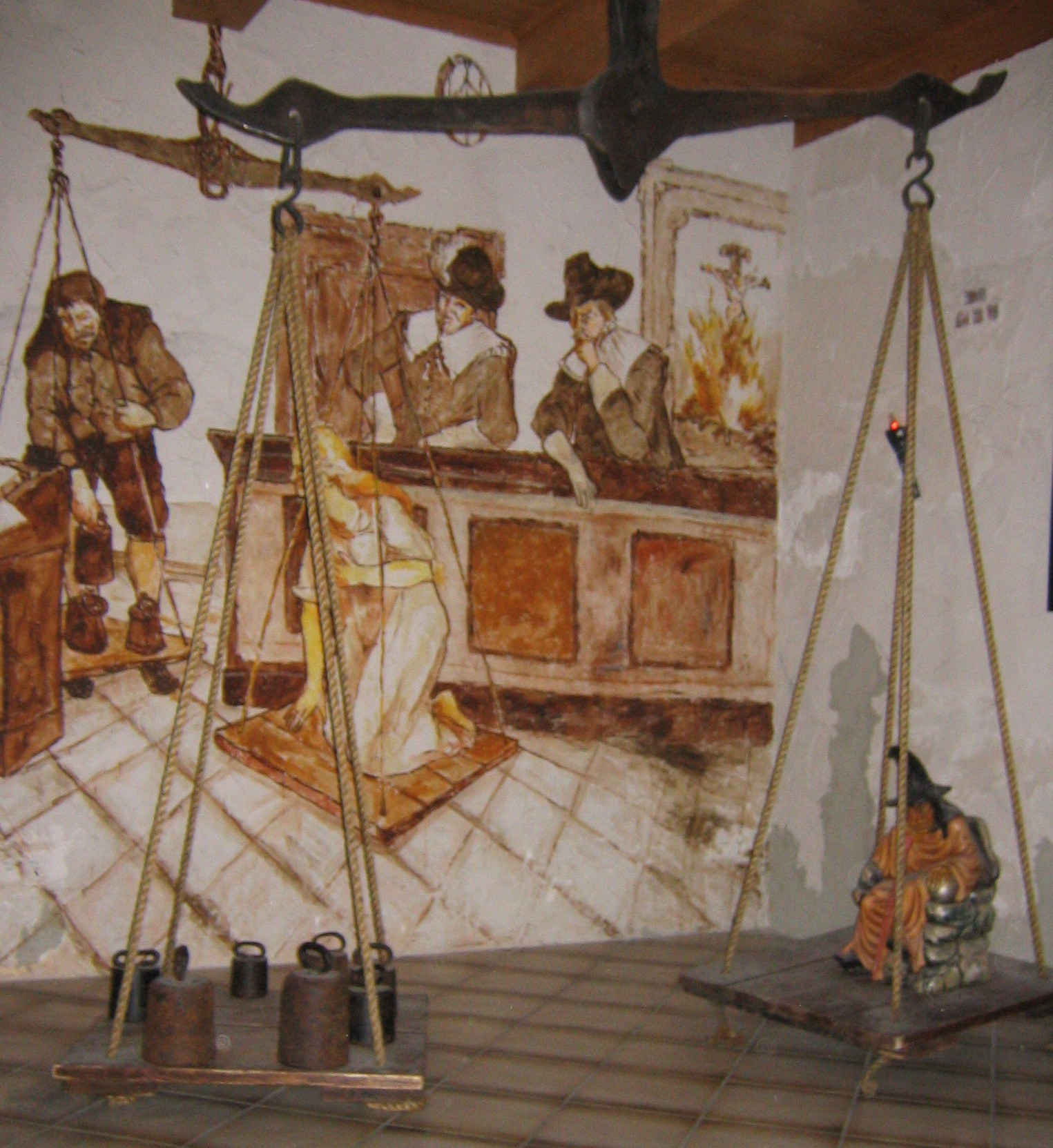
Hexenwaage im Foltermuseum Freiburg im Breisgau

Die Wiegeprobe, auch Hexenwaage genannt, war eine Variante der Hexenprobe, um Hexen zu überführen. Man glaubte daran, dass Hexen fliegen könnten und auf dem Wasser wie Holz schwämmen (siehe Hexenbad), folglich also leichter als normale Menschen sein müssten. Das geringere Gewicht kam nach Ansicht der damaligen Menschen daher, dass die Hexe ihr „Innerstes“ (ihre Seele) an den Teufel verloren hätte.
Die als Hexe bezichtigte Frau wurde hierbei auf eine Waage gestellt und gegen ein vorher festgelegtes Gewicht gewogen. Wenn sie weniger wog, kam es zur Anklage. Wenn sie allerdings mehr wog, beschuldigte man sie, die Waage durch die Macht des Teufels verhext zu haben.
Es ist allerdings auch bekannt, dass in einigen aufgeklärteren Regionen Beschuldigte sich ein entlastendes Gutachten über ein normales menschliches Gewicht holen konnten, das von der Gerichtsbarkeit durchaus anerkannt wurde. Ein Beispiel hierfür ist das Städtchen Oudewater in den Niederlanden.

## Trivia
Der Kultfilm Die Ritter der Kokosnuß zeigt eine Wiegeprobe mit einem absurd niedrigen Gegengewicht.